# Commission des ressources génétiques forestières
La Commission nationale des ressources génétiques forestières (CNRGF), ou Commission des ressources génétiques forestières (CRGF), à ne pas confondre avec l'acronyme de l'expression québécoise Cadre de gestion du régime forestier) est une commission française dédiée aux ressources génétiques forestières (RGF).

## Histoire
La CRGF a été créée en 1991 par le ministère français de l'Agriculture, pour produire - en lien avec le Comité technique permanent de la sélection (CTPS) - des avis et cadres de travail sur le thème des ressources génétiques forestières.
Le patrimoine arboré de l'outre-mer français (Guyane notamment, qui est l'un des plus riches du monde) sera peu à peu pris en compte, en commençant par un inventaire des espèces qui est encore en cours.

## Domaine de compétence
Le domaine de travail de cette commission est limité aux ressources génétiques forestières de la France métropolitaine.
À ce jour, elle travaille sur deux types de patrimoine :
- des génomes d'intérêt commercial ou biotechnologique : chêne sessile, hêtre, sapin pectiné, épicéa commun, pin sylvestre, pin maritime...
- des gènes d'espèces disséminées, rares ou menacées de disparition : pin de Salzmann, peuplier noir, orme, noyer royal...

## Composition et gouvernance
La Commission nationale des ressources génétiques forestières (CRGF) regroupe des représentants des pouvoirs publics, de la recherche, des filières bois/forêt publique et privée et d’ONG pour proposer :
- Président : François Lefèvre (INRA-Avignon)
- Secrétariat : Monique Guibert, Institut national de recherche en sciences et technologies pour l’environnement et l’agriculture (IRSTEA).

La commission s'appuie sur les compétences d'un réseau d'institutions et d'organismes dont :
- l'IRSTEA
- AgroParisTech
- l'INRA
- l'ONF
- le CIRAD
- le FCBA
- les conservatoires botaniques
- France-Nature-Environnement

## Mission
Selon Lefèvre et Collin E (2012) cette commission coordonne la politique nationale de gestion des RGF, en lien avec la section « Arbres Forestiers  » du Comité technique permanent de la sélection (qui coordonne les actions de valorisation commerciale du patrimoine génétique forestier).
La commission contribue aussi à mettre en place puis en œuvre la nouvelle Stratégie nationale de conservation des ressources génétiques forestières ; qui a été intégrée dans
- la Stratégie nationale pour la biodiversité (SNB) (c'est maintenant le plan d'action forêt de la SNB) et
- dans le PNACC (Plan national d'adaptation au changement climatique[5].

À la demande du COMOP Forêt du Grenelle de l'environnement, et pour répondre aux engagements de la France dans le cadre de la Convention sur la biodiversité, elle encadre un inventaire et des études de caractérisation de la diversité intraspécifique des arbres et rend compte au ministère de l'agriculture et de la pêche d'avis sur les priorités de conservation.